# 박재석 (배우)
박재석(1979년 7월 3일 ~ )은 대한민국의 희극 배우이다.

## 출연 작품
- 《웃음을 찾는 사람들》 (SBS)
- 《웃으면 복이와요》 (MBC)
- 《개그야》 (MBC)
- 《코미디에 빠지다》 (MBC)
- 《코미디의 길》 (MBC)
- 《쇼! 행운열차》 (KBS)